# Оскар Челімо
Оскар Челімо (12 грудня 2001 ) — угандійський легкоатлет, який спеціалізується в бігу на довгі дистанції, призер чемпіонату світу.

## Основні міжнародні виступи
| Рік                | Змагання                      | Місце проведення        | Місце              | Дисципліна         | Результат          | Примітки           |
| Представник Уганда | Представник Уганда            | Представник Уганда      | Представник Уганда | Представник Уганда | Представник Уганда | Представник Уганда |
| ------------------ | ----------------------------- | ----------------------- | ------------------ | ------------------ | ------------------ | ------------------ |
| 2018               | Чемпіонат світу серед юніорів | Тампере, Фінляндія      | 7                  | біг на 5000 метрів | 14:00.68           |                    |
| 2018               | Юнацькі Олімпійські ігри      | Буенос-Айрес, Аргентина | 1                  | біг на 3000 метрів | 8:08.20            |                    |
| 2018               | Юнацькі Олімпійські ігри      | Буенос-Айрес, Аргентина | 3                  | крос-кантрі        | 11:28              |                    |
| 2019               | Африканські ігри              | Рабат, Марокко          | 5                  | біг на 5000 метрів | 13:32.96           |                    |
| 2019               | Чемпіонат світу               | Доха, Катар             | 28 (з.)            | біг на 5000 метрів | 13:42.94           |                    |
| 2021               | Олімпійські ігри              | Токіо, Японія           | 16                 | біг на 5000 метрів | 13:44.45           |                    |
| 2022               | Чемпіонат світу               | Юджин, США              | 3                  | біг на 5000 метрів | 13:09.98           |                    |